# Nový Vestec
Pour les articles homonymes, voir Vestec.
Nový Vestec (en allemand : Neu Westetz) est une commune du district de Prague-Est, dans la région de Bohême-Centrale, en République tchèque. Sa population s'élevait à 466 habitants en 2020.

## Géographie
Nový Vestec se trouve à 5 km à l'est de Brandýs nad Labem-Stará Boleslav et à 24 km au nord-est de Prague.
La commune est limitée par Brandýs nad Labem-Stará Boleslav au nord-ouest et au nord, par Skorkov au nord-est, par Káraný à l'est, par Lázně Toušeň au sud et par Zápy à l'ouest.

## Histoire
La première mention écrite de la localité remonte à 1777.